# Famille de Baudement
La famille de Baudement est une famille féodale française originaire de Champagne dans le royaume de France. Le siège de cette famille est le village de Baudement, dans la Marne.

## Origines
Les origines de la famille de Baudement sont inconnues. André de Baudement en est le premier membre connu et il obtient rapidement de hautes responsabilités en devenant sénéchal du comte de Champagne Thibaut IV de Blois.

## Généalogie
- N. de Baudement. Rien de cette personne n'est connu sinon qu'il a eu au moins deux enfants :
  - André de Baudement, qui suit ;
  - Engenoul de Baudement, chanoine à Soissons.
- André de Baudement († en 1146), seigneur de Baudement et sénéchal de Champagne. Par son mariage avec Agnès de Braine, fille d'Hugues de Braine et de son épouse Ade de Soissons, il devient également seigneur de Braine. Il est présent au concile de Troyes de 1129 chargé de reconnaître officiellement l'ordre du Temple[1]. Il se retire probablement à l'abbaye de Clairvaux à la fin de sa vie, cédant ses titres à son fils Guy. De son épouse, il a au moins neuf enfants :
  - André de Baudement, semble avoir été l'aîné mais devient moine à l'abbaye de Pontigny ;
  - Guillaume de Baudement, cité dans une charte de 1130 et qui devient Templier[2] ;
  - Guy de Baudement, qui suit ;
  - Thibaut de Baudement, moine à l'abbaye de Prémontré ;
  - Waleran de Baudement, moine à l'abbaye de Clairvaux, puis abbé Saint-Martin d'Épernay et enfin abbé de Notre-Dame d'Ourscamp ;
  - Helvide de Baudement, qui épouse en premières noces Hugues de Montréal, seigneur de Montréal, d'où postérité. Veuve, elle épouse en secondes noces Guy Ier de Dampierre, seigneur de Dampierre, d'où postérité ;
  - Humbeline de Baudement, qui épouse en premières noces Anséric II de Chacenay, seigneur de Chacenay, d'où postérité. Veuve, elle épouse en secondes noces Gautier II de Brienne, comte de Brienne, d'où postérité ;
  - Mathilde de Baudement, moniale à l'abbaye de Jully-les-Nonnains ;
  - peut-être une autre fille également moniale à l'abbaye de Jully-les-Nonnains ;
  - peut-être Eustachie de Baudement, qui épouse en premières noces Eudes de Corbeil comte de Corbeil, mais n'ont pas de postérité. Veuve, elle épouse en secondes noces Guillaume II de Garlande, d'où postérité. Peut-être la même que la précédente qui aurait pu devenir moniale après le décès de son second mari.
- Guy de Baudement († en 1144), seigneur de Baudement et de Braine. Il épouse Alix, dame de Braine (qu'elle reçoit probablement dans son douaire) et dont les parents sont inconnus, avec qui il a trois enfants :
  - Hugues de Baudement, probablement mort jeune et sans enfant ;
  - Guidon de Baudement, probablement mort jeune et sans enfant ;
  - Agnès de Baudement, qui suit.

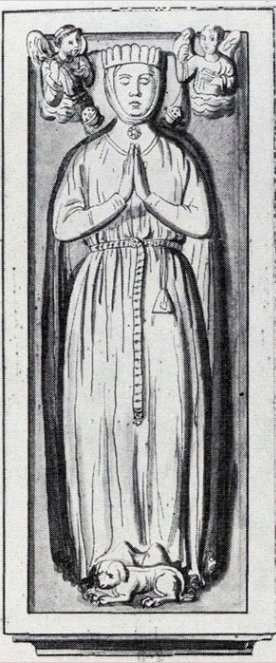
Gisant d'Agnès de Baudement.

- Agnès de Baudement († en 1204), dame de Baudement et de Braine. Elle épouse en premières noces Milon III de Bar-sur-Seine, comte de Bar-sur-Seine, d'où postérité. Veuve, elle épouse en secondes noces Robert Ier de Dreux, comte de Dreux et d'origine capétienne, d'où postérité.
  - de (1) : Pétronille de Bar-sur-Seine, comtesse de Bar-sur-Seine, qui épouse Hugues IV du Puiset, vicomte de Chartres, fils d'Erard IV du Puiset et d'Héloïse de Roucy, d'où postérité ;
  - de (2) : Robert II de Dreux, comte de Dreux et de Braine ;
  - de (2) : Simon de Dreux, cité dans une charte de 1184, probablement mort jeune et sans enfant ;
  - de (2) : Henri de Dreux, évêque d'Orléans
  - de (2) : Alix de Dreux, qui épouse Raoul Ier de Coucy, d'où postérité ;
  - de (2) : Philippe de Dreux, évêque de Beauvais ;
  - de (2) : Isabelle de Dreux, dame de Baudement, qui suit ;
  - de (2) : Pierre de Dreux, seigneur en partie de Bouconville-Vauclair ;
  - de (2) : Guillaume de Dreux, seigneur de Brie-Comte-Robert, de Torcy et de Chilly ;
  - de (2) : Jean de Dreux, cité dans une charte de 1184, probablement mort jeune et sans enfant ;
  - de (2) : Mamilie de Dreux, religieuse à l'prieuré de Wariville ;
  - de (2) : Marguerite de Dreux, religieuse à l'prieuré de Wariville.
- Isabelle de Dreux († en 1239), dame de Baudement. Elle épouse Hugues III de Broyes, seigneur de Broyes et de Châteauvillain, avec qui elle a deux enfants :
  - Emmeline de Broyes, qui épouse en premières noces Eudes II de Champlitte, mais dont elle n'a pas d'enfant. Veuve, elle épouses en secondes noces Érard II de Chacenay, avec qui elle a cinq enfants.
  - Simon Ier de Châteauvillain, dit "le Jeune", seigneur de Châteauvillain.

La continuité de la seigneurie de Baudement est ensuite inconnue, probablement morcelée entre les héritiers d'Emmeline de Broyes.

## Pour approfondir